# Schwarzenberg (Vorarlberg)
Schwarzenberg ist eine Gemeinde im Bezirk Bregenz des österreichischen Bundeslandes Vorarlberg mit 1900 Einwohnern (Stand 1. Jänner 2025).

## Geografie
Schwarzenberg liegt im westlichsten Bundesland Österreichs, Vorarlberg, im Bezirk Bregenz südlich des Bodensees auf 696 Metern Höhe. Die Gemeinde liegt mit Egg und Andelsbuch im weiten Talkessel des mittleren Bregenzerwaldes. Sie erstreckt sich von den Höhen des Hochälpele (1467 m ü. A.), dem Bödele und den Lorenabergen bis an die waldreichen Ufer der Bregenzer Ach. Das Zentrum mit der Kirche liegt auf 700 m ü. A. Die Gemeinde umfasst eine Fläche von 26 km² und zählt rund 1900 Einwohner.
Schwarzenberg liegt eingebettet in die wellige und mischwaldreiche Landschaft, die von grünen Bergkuppen umsäumt wird. Die Gemeinde hat trotz der Bautätigkeit der letzten Jahrzehnte ihre ursprüngliche Weilerstruktur erhalten. Alte traditionelle Bauernhäuser mit Schindelbeschlag und dem typischen „Schopf“ beherrschen noch die bebaute Landschaft. Ein Kranz von Vorsässhütten – ebenfalls völlig in Holz gestaltet – umrahmt die ganzjährig bewohnten Weiler.

### Nachbargemeinden
Die Gemeinde Schwarzenberg teilt sich ihre Gemeindegrenze mit fünf anderen Vorarlberger Gemeinden. Von diesen liegen vier genauso wie Schwarzenberg im politischen Bezirk Bregenz, nämlich Alberschwende, Egg, Andelsbuch und Reuthe. Einzig die Bezirkshauptstadt Dornbirn liegt als Nachbargemeinde im angrenzenden gleichnamigen Bezirk Dornbirn.
|               | Alberschwende                               | Egg        |
| Dornbirn (DO) | Kompassrose, die auf Nachbargemeinden zeigt | Andelsbuch |
|               | Reuthe                                      |            |

## Geschichte
1270 wird erstmals ein Pfarrer von „Swa(r)zinberch“ erwähnt. Die Habsburger regierten die Orte in Vorarlberg und auch Schwarzenberg wechselnd von Tirol und Vorderösterreich (Freiburg im Breisgau) aus. Allerdings bestand eine weitreichende Bregenzerwälder Selbstverwaltung bis zur Besetzung durch Napoleon. Von 1805 bis 1814 gehörte der Ort zu Bayern, dann wieder zu Österreich. Zum österreichischen Bundesland Vorarlberg gehört Schwarzenberg seit dessen Gründung 1861. Der Ort war 1945 bis 1955 Teil der französischen Besatzungszone in Österreich.
Ab circa 1594 wurde einmal jährlich der Schwarzenberger Markt abgehalten, bei dem Vieh und Käse gehandelt wurden.
1877 wurde eine eisenhaltige Quelle (Stahlquelle) vom Dornbirner Apotheker Ludwig Kofler untersucht. Sie wurde aber nicht intensiv genutzt und hatte wohl nur regionale Bedeutung.

### Bevölkerungsentwicklung
Der Ausländeranteil lag Ende 2002 bei 5,5 Prozent. Die starke Zunahme der Einwohnerzahl von 2001 bis 2011 basiert auf einer positiven Wanderungsbilanz (+ 41) und einer stark positiven Geburtenbilanz (+ 96).

## Kultur und Sehenswürdigkeiten

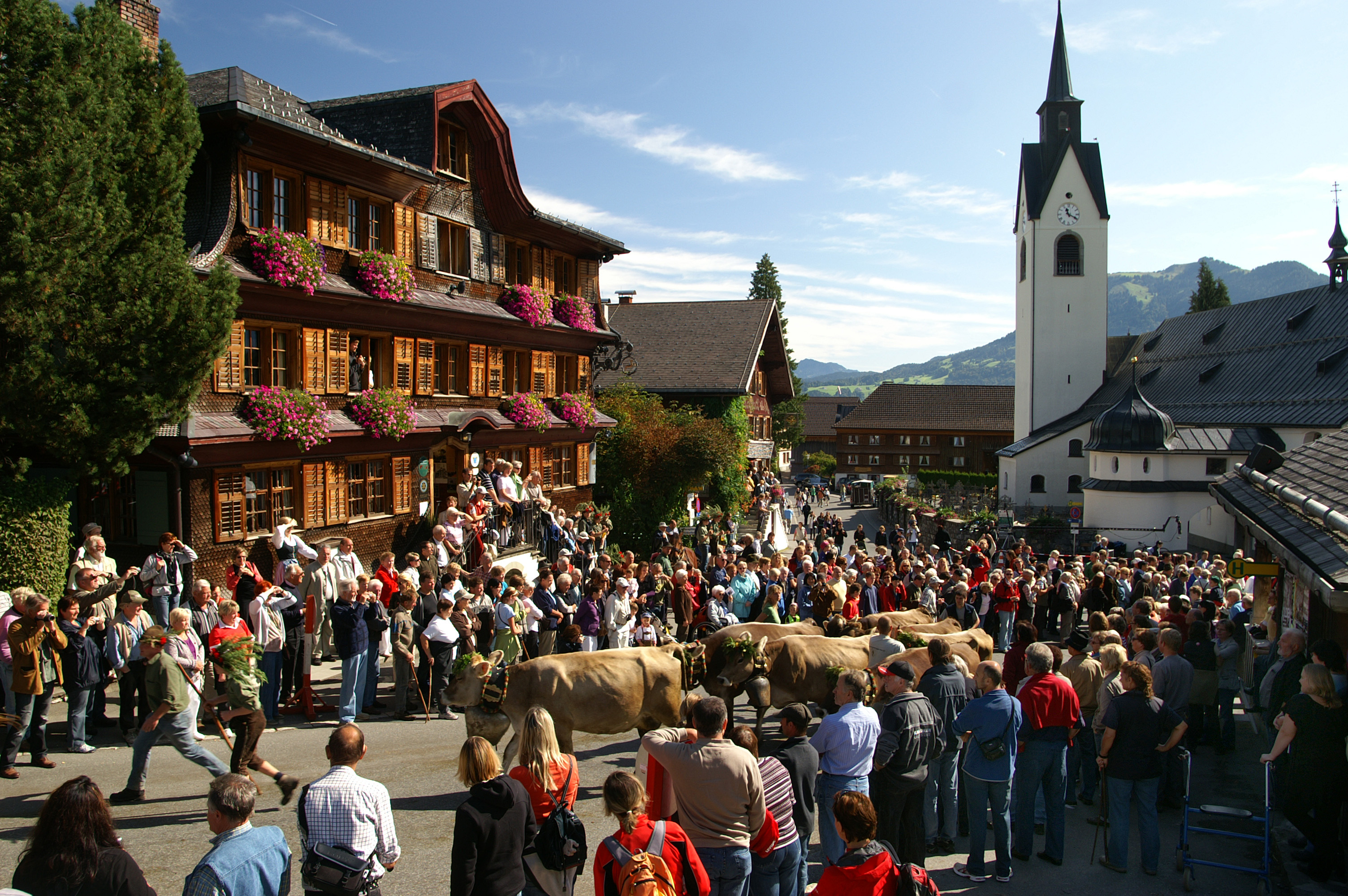
Almabtrieb am Dorfplatz

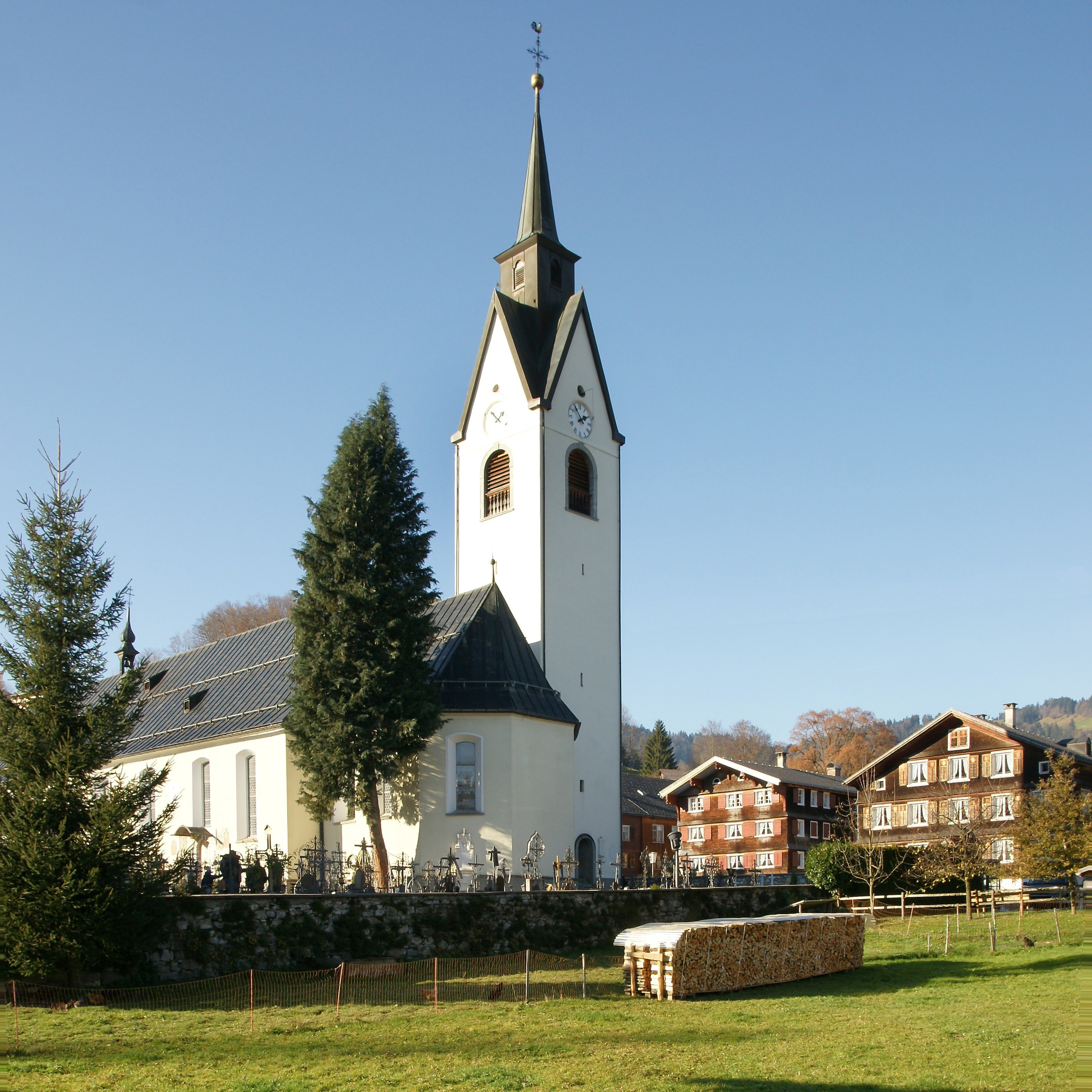
Pfarrkirche Schwarzenberg

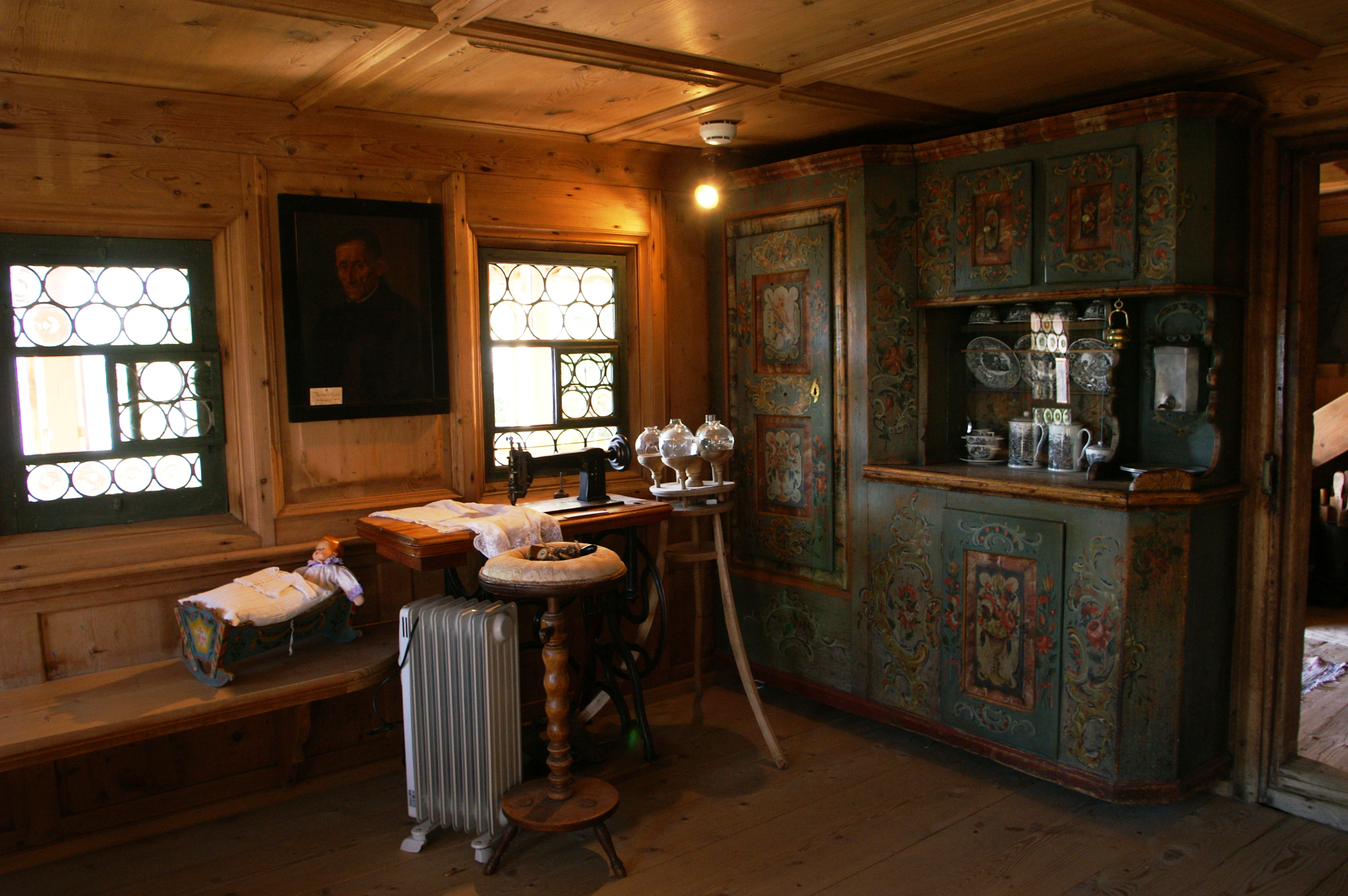
Angelika-Kauffmann-Museum

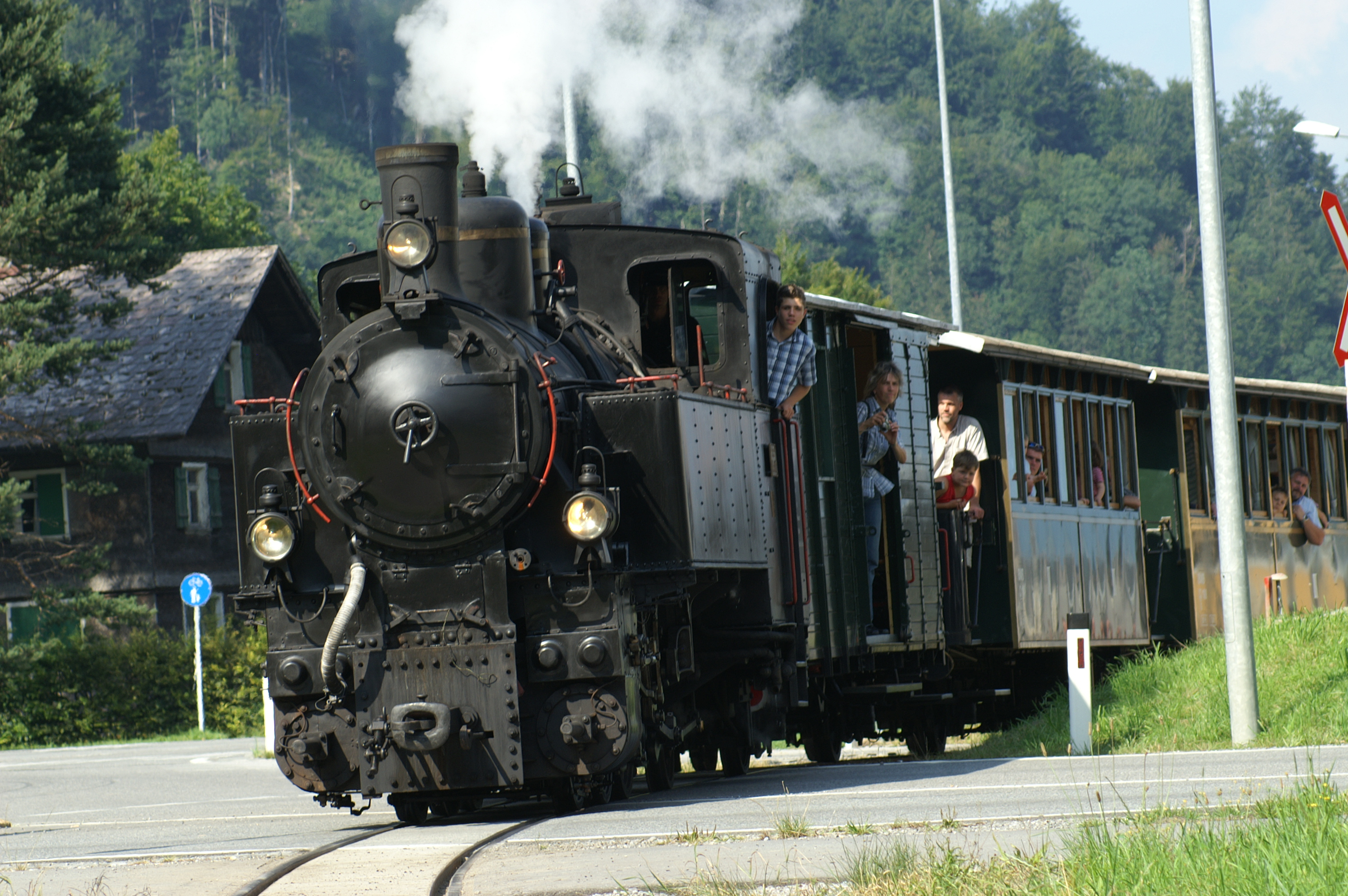
Wälderbähnle am Bahnhof Schwarzenberg

- Dorfplatz: Der Dorfplatz um den Brunnen bei der Kirche gilt als der schönste und besterhaltene des Landes Vorarlberg. Die Häuser, die unter Denkmalschutz stehen, zeugen von der wirtschaftlichen Blütezeit im 18. und 19. Jahrhundert. Einstmals wirtete man in sechs Gasthäusern, die in ununterbrochener Reihe dem Zentrum sein Gepräge geben – heute nur noch der Hirschen und der Adler. Sie erinnern an die Zeit, in der der ganze Warenverkehr des Bregenzerwaldes in Säumertransporten über die zwei Schwarzenberger Pässe, die Lose (heute Bödele genannt) und die Lorena, in den Rheintal-, Bodenseeraum und bis nach Oberitalien ging. Die Wirte waren zugleich auch Großbauern, Händler und Geldverleiher und spielten in der Talschaftspolitik eine wichtige Rolle.

- Pfarrkirche Schwarzenberg: Die Pfarrkirche wurde nach dem Dorfbrand 1755 neu errichtet  . In ihr finden sich Gemälde der beiden Schwarzenberger Künstler Joseph Johann Kauffmann und seiner Tochter Angelika Kauffmann. Von der Hand des Vaters stammen die Kreuzwegbilder sowie die Hauptbilder auf den Seitenaltären. Angelika schuf als Sechzehnjährige die Apostelmedaillons in Freskotechnik. In ihren letzten Lebensjahren widmete sie ihrer Heimatpfarre das Hochaltarbild, darstellend die Krönung Mariens durch die Heiligste Dreifaltigkeit, der die Kirche geweiht ist.  Ein von Bartle Kleber 1935 an der Westseite der Pfarrkirche geschaffenes Fresko ist heute nicht mehr erhalten.

- Angelika-Kauffmann-Saal: Im Jahr 2001 wurde der Umbau des Angelika-Kauffmann-Saales fertiggestellt. In der Frankfurter Allgemeinen Zeitung wurde er gemeinsam mit dem Mozart-Saal des Wiener Konzerthauses und dem Salzburger Mozarteum zu den drei besten Kammermusiksälen der Welt gezählt; die Neue Zürcher Zeitung bezeichnete die Akustik als „schlechthin ideal“. Die Lüftungsanlage ist mit erhöhten Anforderungen an die Akustik 25 dB (A) rundfunktauglich ausgeführt. Durch Schallschleusen und die Schallschutzverglasung werden die Veranstaltungsräume akustisch voneinander getrennt.
- Angelika-Kauffmann-Museum: Das ursprüngliche Heimatmuseum wurde 1913 gegründet. Nach der dritten Übersiedlung befindet es sich seit 1928 im „Kleberhaus“. Im vorderen Teil wird Bregenzerwälder Wohnkultur des 19. Jahrhunderts gezeigt. Im Erdgeschoß sind zu sehen Schopf (Laube), Küche, Stube, Gaden (Elternschlafraum) und eine Trachten- und Tonwarenausstellung. Im Obergeschoß befinden sich Kinderschlafzimmer, Ausstellung von Milchverarbeitungsgeräten und religiöse Kleinkunst. Im Dachgeschoß werden alte Waffen, Musikinstrumente, Tafelgeräte und geschmiedete Grabkreuze ausgestellt. Im mittleren Teil werden Werke von Angelika Kauffmann gezeigt: Ölgemälde, Stiche, Porzellan, Erinnerungsgegenstände, Briefe. Zum Jubiläumsjahr wurde die jetzige Galerie im Angelika-Kauffmann-Museum um Ausstellungsräume erweitert, die musealen Standards in Bezug auf Sicherheit und konservatorische Gesichtspunkte entsprechen.
- Bregenzerwaldbahn: Zwischen dem Bahnhof Schwarzenberg, der sich auf Andelsbucher Gemarkung befindet, und Bezau ist diese als Museumsbahn erhalten.

### Regelmäßige Veranstaltungen

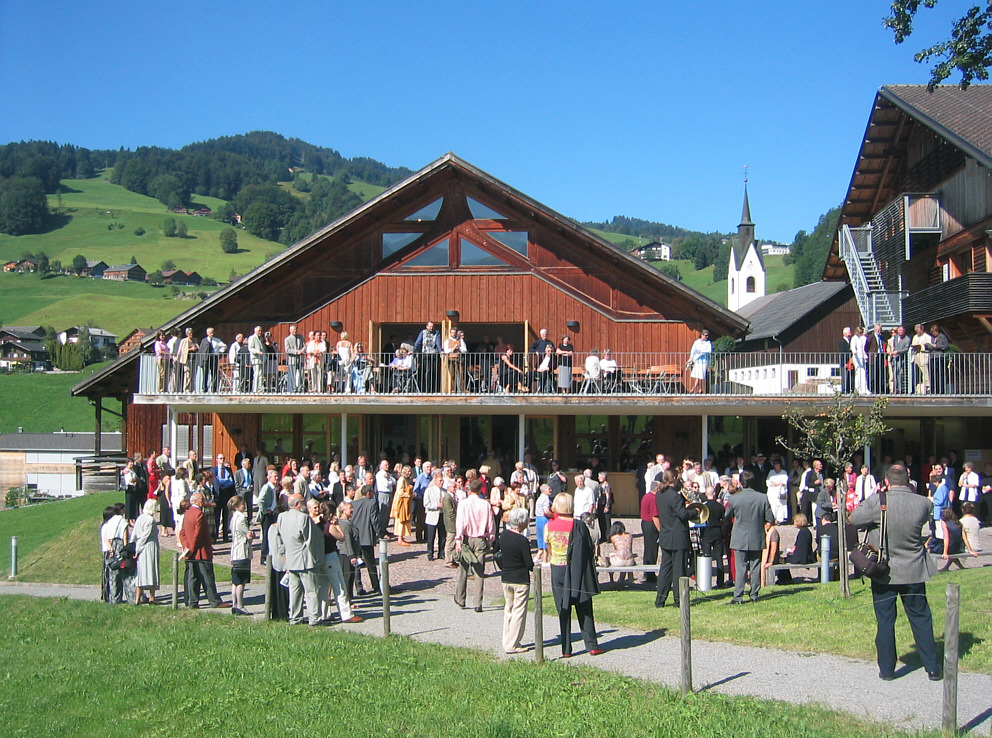
Angelika-Kauffmann-Saal – zur Schubertiade 2004

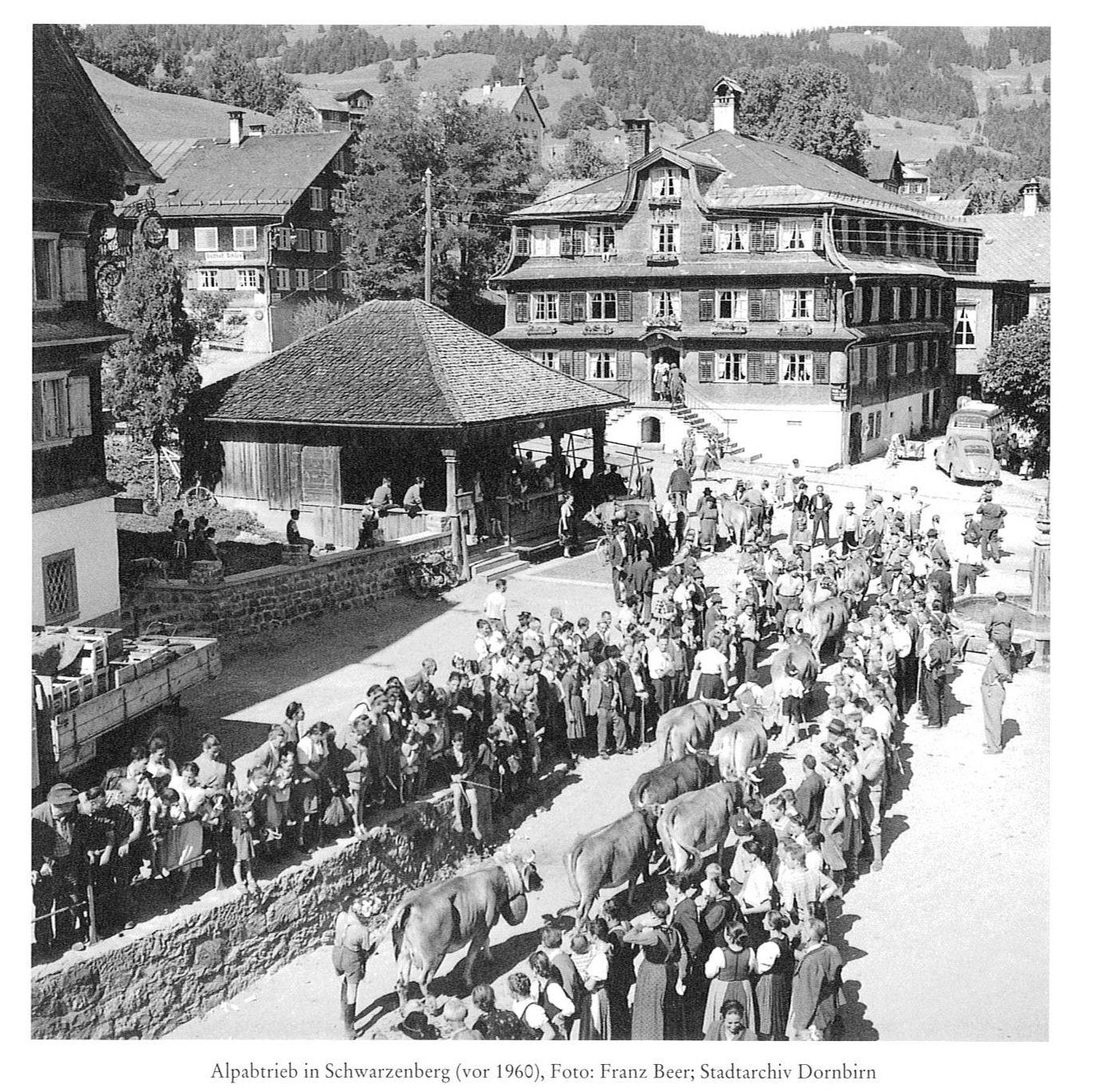
Alpabtrieb vor 1960

- Schubertiade Schwarzenberg: Sie findet jährlich im Sommer statt. Das Festival konzentriert sich auf im normalen Konzertbetrieb oft übersehene Werke Franz Schuberts und anderer Komponisten der Romantik. Viele der berühmtesten Sänger, Klavierbegleiter und Kammermusikensembles der Welt nehmen an der Schubertiade teil, deren ebenso internationales Stammpublikum oft für die ganze Dauer des Festivals anreist. Die Konzerte finden hauptsächlich im Angelika-Kauffmann-Saal und im Dorfsaal statt.
- :alpenarte: Konzertreihe mit klassischer Musik, die zweimal im Jahr stattfindet.

- Schwarzenberger Alptag und Markt: Der Alptag findet jährlich in der Woche vor dem Markt statt. Die geschmückten Herden mit ca. 700 Rindern (Kühe und Jungvieh) und Schafen ziehen von den Alpen ins Dorf zurück. Nach 400-jähriger Tradition ist der Alptag in Schwarzenberg ein großer Festtag für Älpler und Bauern. Der Markt mit Käseprämierung findet alljährlich Mitte September statt und ist historisch gewachsen und entwickelte sich über Jahrhunderte zu einem Jahresereignis in der Region Bregenzerwald. Im Laufe der Zeit hat sich der Markt von einer Nahversorgungseinrichtung zu einem gesellschaftlichen Höhepunkt mit traditionellem Charakter gewandelt.
- Schwarzenberger Advent: Veranstaltungen wie Lesungen, Konzerte, Themenwanderungen sowie Adventmarkt, der traditionell am ersten Adventwochenende stattfindet.

## Wirtschaft und Infrastruktur
Insgesamt sind in Schwarzenberg rund 80 Unternehmen mit ca. 350 Arbeitsplätzen angesiedelt.
- Gewerbegebiet Dorn: Es liegt am nördlichen Eingangstor von Schwarzenberg. Seine Anfänge liegen im Jahr 2002, als eine 30.000 Quadratmeter große Fläche im Norden Schwarzenbergs als Betriebsgebiet umgewidmet wurde. Heute nutzen acht Klein- und Mittelbetriebe 70 % der Fläche, die restlichen 8.500 Quadratmeter sind noch nicht vergeben. Unternehmen aus verschiedenen Sparten sind hier zu finden. Insgesamt beschäftigen sie etwa 50 Mitarbeiter, was fast 15 % der Gesamtbeschäftigten in Schwarzenberg entspricht. (Stand: November 2006)

### Tourismus
Landschaft, Luft und Höhenlage sowie Gasthöfe ziehen noch heute Gäste aus vielen Ländern an. Winter- und Sommerwanderwege stehen ebenso zur Verfügung wie zwei Tennisplätze, ein Freibad und ein Klettergarten. Dieses Angebot wird erweitert durch die Mitgliedschaft bei der Käsestraße Bregenzerwald. Ca. 50.000 Gäste nächtigen jedes Jahr in Schwarzenberg. Etwa 55 % davon fallen auf den Sommertourismus, welcher durch die Schubertiade gestärkt wird. Im Winter besitzt Schwarzenberg mit dem Skigebiet Bödele-Hochälpele-Haldenlifte ein eigenes Skisport-Ressort mit einer Sesselbahn und neun Schleppliften. Vom Skigebiet ist eine Talabfahrt bis ins Dorfzentrum möglich. Auf der Spielmoosabfahrt fand auch schon ein Weltcup-Abfahrtslauf der Damen statt, sie galt zu ihrer Zeit als die längste Damen-Abfahrtsstrecke der Welt.

### Bildung
2018 gab es in Schwarzenberg 92 Volksschüler sowie 48 Kinder und 6 Betreuerinnen im Kindergarten.

## Politik

### Gemeindevertretung
In Vorarlberg wählen die Bürger alle fünf Jahre die Mitglieder der Gemeindevertretung durch Ankreuzen eines Listen-Wahlvorschlages bzw. durch Mehrheitswahl wenn kein Listenvorschlag vorliegt. Weiters den Bürgermeister durch Ankreuzen eines Wahlvorschlages.
Die Gemeindevertretung wählt in der konstituierenden Sitzung aus ihrer Mitte – sofern keine Wahl durch die Bürger zustande kam – gemäß § 61 Gemeindegesetz einen Bürgermeister und dann einen mindestens dreiköpfigen Gemeindevorstand. Die Zahl dieser „Gemeinderäte“ darf aber gemäß § 55 den vierten Teil der Zahl der Gemeindevertreter nicht übersteigen.
Der Bürgermeister führt den Vorsitz bei den generell öffentlichen Sitzungen der Gemeindevertretung, in denen kommunale Belange besprochen und Beschlüsse gefasst werden. Beobachter haben kein Mitspracherecht und kein Stimmrecht. Die Gemeindevertretung kann nach Bedarf Ausschüsse bestellen. Sitzungen des Gemeindevorstandes und der Ausschüsse sind nicht öffentlich.

#### Sitzverteilung nach den Wahlen
- Gemeindevertretungswahlen 1985: Bürgerliste 12, Liste Handel, Gewerbe u. Fremdenv. 3.[6]
- Gemeindevertretungswahlen 1990: Bürgerliste 13; Handel, Gewerbe u. Fremdenverkehr 2.[7]
- Gemeindevertretungswahlen 1995: Schwarzenberger Bürgerliste 17, Freiheitl. Bürgerbewegung 1.[8]
- Gemeindevertretungswahlen 2000: Schwarzenberger Bürgerliste 17, Freiheitliche Bürgerbewegung 1.[9]
- Gemeindevertretungswahlen 2005: Schwarzenberger Bürgerliste 17, Für Schwarzenberg 1.[10]
- Gemeindevertretungswahlen 2010: Schwarzenberger Bürgerliste 18.[11]
- Gemeindevertretungswahlen 2015: Schwarzenberger Bürgerliste 18.[12]
- Gemeindevertretungswahlen 2020: Bürgerliste 12, Liste Zukunft 4, Unabhängige Liste 2.[13]
- Gemeindevertretungswahlen 2025: Schwarzenberger Bürgerliste 18.[14]

### Bürgermeister
- 1945–1947 Anton Kaufmann[15]
- 1947–1950 Peter Steurer[15]
- 1950–1962 Karl Treitner[15]
- 1962–1985 Anton Hirschbühl[15]
- 1985–2004 Franz Jakob Greber[15]
- 2004–2017 Armin Berchtold[15][16]
- 2017–2020 Markus Flatz[17]
- seit 2020 Josef Anton Schmid[18][19]

### Wappen
Der Gemeinde wurde 1929 folgendes Wappen verliehen: In einem silbernen Schilde erhebt sich aus Rasenboden ein schroffer, schwarzer Berg, begleitet von zwei natürlichen Tannen.

## Persönlichkeiten

### Söhne und Töchter der Gemeinde
- Caspar Sieber (1634–1711), Priester (Canonicus)
- Johann Jakob Rischer (1662–1755), Architekt
- Nikolaus Melchior Aberer (1683–1741), Landammann, Wirt, Geldverleiher und Händler
- Joseph Johann Kauffmann (1707–1782), Maler, Vater von Angelika Kauffmann
- Bartholomäus Aberer (1719–1782), Ochsenwirt, Geldverleiher und Landammann
- Johann Jakob Fink (1821–1846), Kunstmaler
- Ambros Zündel (1846–1905), Lehrer und Archäologe
- Anton Behmann (1850–1932), österreichischer Orgelbauer
- Aegidius Mayer (1857–1935), Geistlicher und Politiker (Landtagsabgeordneter)
- Franz Gebhard Metzler (1877–1960), Geistlicher, Schulinspektor und Ehrenbürger von Schwarzenberg
- Max Sander (1880–1945), Geistlicher und Mitbegründer des Heimatmuseums Schwarzenberg
- Christian Hiller (1880–1951), Geistlicher und Politiker
- Bartle Kleber (1884–1953), Maler und Grafiker
- Adolf Metzler (1888–1969), Schuldirektor und Mitbegründer des Heimatmuseums Schwarzenberg, Ehrenbürger von Schwarzenberg
- Fabiola (Anna) Feurstein (1892–1973), Generaloberin der Ordensprovinzen Innsbruck, Meran und Treviso, Ehrenbürgerin von Schwarzenberg
- Egon Denz (1899–1979), Jurist, NSDAP-Politiker und SS-Führer (in Innsbruck)
- Anton Flatz (* 1930), Politiker (ÖVP) und Landwirt
- Maria Pacis Irene Vögel (1931–2010), römisch-katholische Ordensschwester und Missionarin
- Tone Fink (* 1944), Filmemacher und Objektkünstler
- Björn Sieber (1989–2012), Skirennläufer

### Personen mit Bezug zur Gemeinde
- Franz Hampl (1910–2000), Althistoriker
- Angelika Kauffmann (1741–1807), schweizerisch-österreichische Malerin des Klassizismus
- Lore Rhomberg (1923–2016), Künstlerin
- Bianca Steurer (* 1986), Triathletin